# Planeta skalista

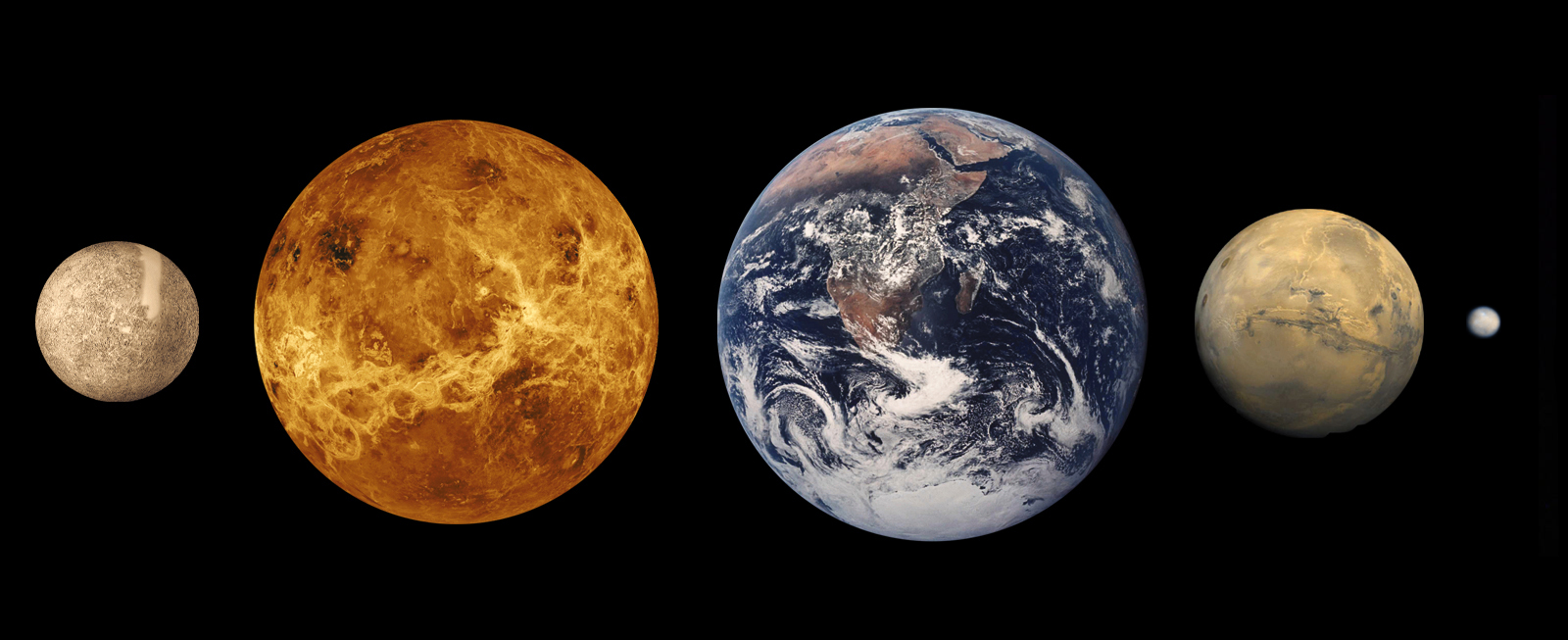
Cztery planety skaliste Układu Słonecznego w jednakowej skali

Planeta skalista, planeta typu ziemskiego – typ planety, która ma skalną lub skalno-lodową powłokę jądra metalicznego. Charakteryzuje ją duża gęstość w porównaniu z gazowymi olbrzymami, stała powierzchnia i niewielka masa – do kilkunastu mas Ziemi.

## Budowa wewnętrzna

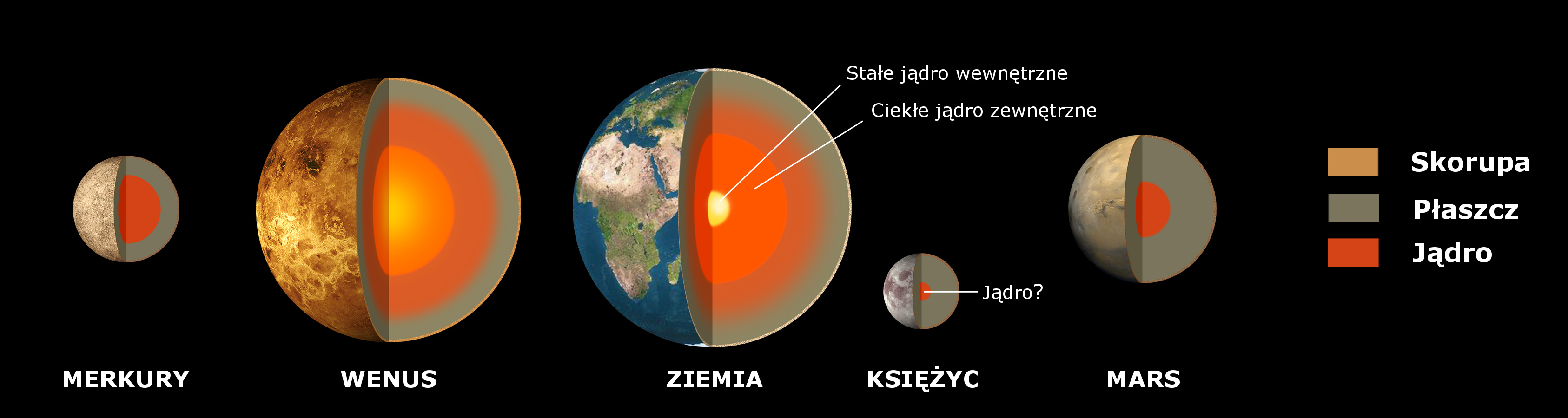
Budowa wewnętrzna planet skalistych oraz Księżyca

Planety skaliste mają metaliczne jądro, żelazne lub żelazno-niklowe. Jeżeli jądro jest płynne, to może tam zachodzić generacja pola magnetycznego. Natężenie pola magnetycznego zależy od wielkości jądra, szybkości obrotu planety i konwekcji w jądrze. Wnętrza mniejszych planet stygną szybciej (planeta wypromieniowuje ciepło w przestrzeń kosmiczną, a mniejsze ciało ma mniej wewnętrznych źródeł ciepła) i ich pole magnetyczne szybciej zanika. Jądro okrywa płaszcz zbudowany ze skał w większości będących w stanie stałym, stanowiący zwykle większą część masy ciała. Najbardziej zewnętrzną warstwą jest skorupa, odróżniająca się chemicznie od płaszcza i powstała w większości na skutek procesów magmowych. Skały skorupy podlegają przekształceniom na skutek uderzeń ciał niebieskich, ruchów masowych, promieniowania i (na części planet) procesów erozyjnych, związanych z istnieniem atmosfery, hydrosfery, kriosfery itp., a także tektoniki.

## W Układzie Słonecznym
W Układzie Słonecznym planetami typu ziemskiego są: Merkury, Wenus, Ziemia i Mars, ciałem tego typu jest również ziemski Księżyc. Tworzą one tzw. wewnętrzny Układ Słoneczny, którego granicą jest pas planetoid pomiędzy Marsem a Jowiszem. Merkury i Księżyc nie mają znaczących atmosfer, ich powierzchnie ukształtowały uderzenia małych ciał i dawny wulkanizm. Pozostałe planety mają atmosfery i większe bogactwo form powierzchniowych. Planety wewnętrzne Układu Słonecznego nie mają pierścieni, mają też niewiele naturalnych satelitów – Merkury i Wenus nie mają żadnych, Marsa okrążają dwa niewielkie księżyce podobne do planetoid, a Ziemia tworzy ze swoim jedynym Księżycem układ podwójny.
Spośród księżyców planet zewnętrznych tylko Io i Europa, księżyce Jowisza, mają gęstość i budowę podobną do planet skalistych. W zewnętrznym Układzie Słonecznym ważnym budulcem ciał o stałej powierzchni jest lód. Inne satelity planet-olbrzymów są ciałami skalno-lodowymi albo obiektami podobnymi do planetoid. Także planety karłowate, w tym Ceres, mają gęstości wskazujące na dużą zawartość lodu.

## Pozasłoneczne planety skaliste

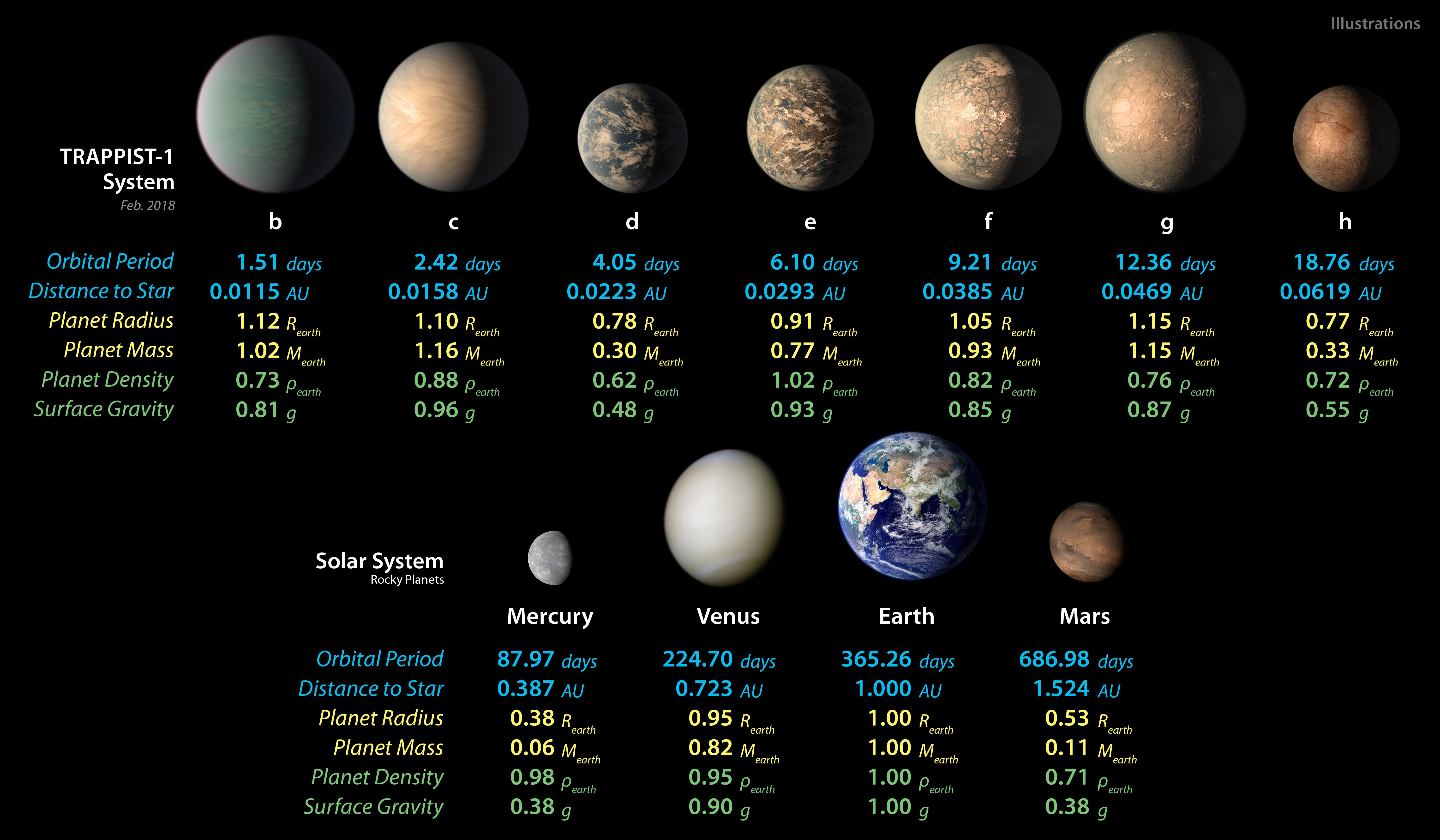
Planety skaliste układu TRAPPIST-1 w porównaniu z planetami Układu Słonecznego. Rozmiary i dane dotyczące planet pochodzą z obserwacji, a ich wygląd jest wizją artysty.

Poza naszym układem planetarnym odkrywanych jest coraz więcej planet skalistych. Ze względu na ich niewielką masę i rozmiary, znikome w porównaniu do gwiazd czy gazowych olbrzymów, są one trudniejsze do wykrycia i można jego dokonać tylko niektórymi metodami. Najczęściej odkrywane są najcięższe przedstawicielki tej klasy planet, tzw. superziemie (ang. superearths), niepodobne do planet naszego Układu Słonecznego. Mimo to skaliste planety pozasłoneczne prawdopodobnie są szeroko rozpowszechnione we Wszechświecie. Planety o rozmiarach podobnych do Ziemi stanowią 18,5% znanych obecnie planet, a wraz z mniejszymi planetami i superziemiami planety skaliste stanowią 47% znanych planet (stan na 2 lipca 2018). Łączna ich liczba powinna być więc rzędu miliardów albo nawet bilionów w samej tylko Drodze Mlecznej. Żadna taka planeta nie została dotąd zaobserwowana w świetle odbitym, choć obserwowane są spadki jasności gwiazd związane z tranzytami wielu takich planet; dokładniejsze badania pozasłonecznych planet skalistych, obejmujące ukształtowanie powierzchni, klimat i tektonikę, będą mogły być prowadzone przy pomocy dopiero konstruowanych lub projektowanych teleskopów.

### Odkrycia
Pierwszy odkryty pozasłoneczny układ planetarny PSR 1257+12 zawiera trzy planety o masach zbliżonych do Ziemi. Jednak centralną gwiazdą układu jest pulsar, a same planety ukształtowały się z materii wyrzuconej w eksplozji supernowej, której pozostałością jest ten pulsar.
Pierwszą planetą, co do której mamy pewność, że jest ciałem skalistym, jest COROT-7 b. Planeta ta ma gęstość nieznacznie większą niż Ziemia i pięciokrotnie większą masę, a jej powierzchnia jest prawdopodobnie pokryta lawą, ze względu na bardzo wysoką temperaturę (~2000 K) związaną z bliskością gwiazdy.
Układ TRAPPIST-1 zawiera aż siedem planet tranzytujących, których rozmiary i masy wyraźnie wskazują, że są to ciała skaliste. Trzy spośród tych planet krążą w ekosferze układu i na ich powierzchniach może występować ciekła woda. W układzie Gliese 667 również postulowana jest obecność trzech planet skalistych w ekosferze.

### Najbardziej podobne do Ziemi planety pozasłoneczne
Poniższa tabela wymienia planety o najwyższym indeksie ESI, opisującym podobieństwo do Ziemi, które z największym prawdopodobieństwem są planetami skalistymi o małej masie, krążącymi w klasycznie definiowanej ekosferze (stan na 10 grudnia 2018). Dla porównania wymieniony jest także Mars.
| Lp. | Planeta            | ESI  | Typ widmowy gwiazdy | Masa planety (M🜨) | Promień (R🜨) | Okres obiegu (d) | Odległość (ly) |
| --- | ------------------ | ---- | ------------------- | ----------------- | ------------ | ---------------- | -------------- |
| –   | Ziemia             | 1    | G                   | 1                 | 1            | 365,25           |                |
| 1   | TRAPPIST-1e        | 0,87 | M                   | 0,62              | 0,92         | 6,1              | 39             |
| 2   | Gliese 667 Cf      | 0,87 | M                   | ≥2,54             | –            | 39,0             | 22             |
| 3   | Proxima Centauri b | 0,87 | M                   | ≥1,27             | –            | 11,2             | 4,2            |
| 4   | Kepler-442b        | 0,85 | K                   | –                 | 1,35         | 112,3            | 1115           |
| 5   | Kepler-1229b       | 0,73 | M                   | –                 | 1,40         | 86,8             | 769            |
| 6   | Gliese 667 Ce      | 0,71 | M                   | ≥2,54             | –            | 62,2             | 22             |
| 7   | TRAPPIST-1f        | 0,70 | M                   | 0,68              | 1,04         | 9,2              | 39             |
| 8   | Kepler-62f         | 0,69 | K                   | –                 | 1,41         | 267,3            | 1200           |
| –   | Mars               | 0,60 | G                   | 0,105             | 0,53         | 686,96           |                |
| 9   | TRAPPIST-1g        | 0,59 | M                   | 1,34              | 1,13         | 12,4             | 39             |
| 10  | Kepler-186f        | 0,58 | M                   | –                 | 1,17         | 129,9            | 561            |